# Maison de Stolberg
La maison de Stolberg est une famille de la haute aristocratie allemande issue de la noblesse du Saint-Empire romain. Les comtes et princes de Stolberg ont dirigé à ce titre des États du Saint-Empire comme les comtés de Stolberg et Wernigerode ou les seigneuries de Schwarza et Gedern.

## Historique
Il existe plus d'une dizaine de théories sur l'origine des comtes puis princes de Stolberg, mais il est vraisemblable que cette maison remonte à une branche des comtes de Hohnstein en Saxe. Leur château, documenté pour la première fois vers l'an 1130, a été le centre d'un comté s'étendant sur les contreforts sud du massif de Harz. Vers 1201, il est fait mention d'un comte Henri de Voigtstedt (Vocstat) dont cette forteresse est le siège du comté. Plus tard, le comté transfère son siège au château de Stolberg. Ce château demeure pendant plus de six siècles en possession de la famille qui en est expropriée et expulsée par les autorités de la zone d'occupation soviétique en 1945.
Par un pacte successoral en 1429, les comtes de Stolberg obtiennent en plus le comté de Wernigerode au nord des montagnes de Harz et dès lors leur influence ne va cesser d'augmenter. En 1535, ils reçurent aussi en héritage le comté immédiat de Königstein dans le Cercle du Haut-Rhin ; sous la pression de l'archevêque de Mayence, Daniel Brendel von Homburg, les Stolberg ont dû renoncer à  la plus grande partie de leurs acquisitions, mais ils gardèrent la seigneurie de Gedern.

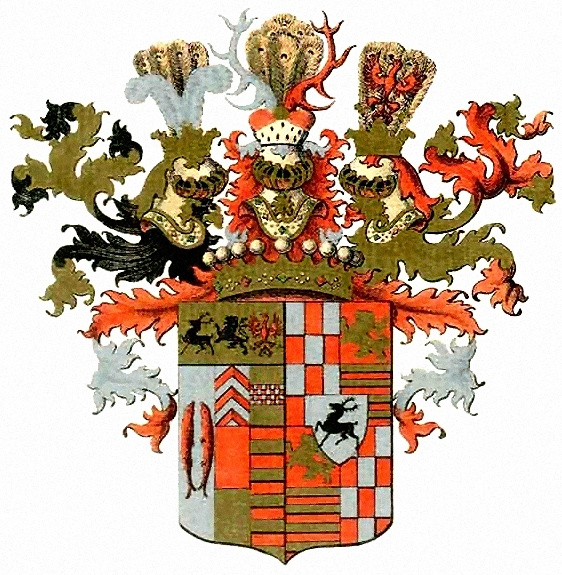
Armes des Stolberg après 1742.

En 1645, la famille se divise en deux branches: les Stolberg-Wernigerode (branche aînée) et les Stolberg-Stolberg (branche cadette). De la branche aînée sont également issues au début du XVIIIe siècle deux autres branches, les Stolberg-Gedern (jusqu'en 1804) et les Stolberg-Schwarza (jusqu'en 1748). La branche cadette est également divisée en deux branches en 1706, les Stolberg-Stolberg et les Stolberg-Rossla. La branche Stolberg-Gedern obtient le titre de prince du Saint-Empire (« Fürst ») par l'empereur Charles VII de Wittelsbach en 1742.
Au milieu du XVIIIe siècle, les territoires des comtes de Stolberg-Wernigerode sont médiatisés au profit du royaume de Prusse et de l'électorat de Hanovre, tandis que ceux du comtes de Stolberg-Stolberg et de Stolberg-Roßla le sont au profit de l'électorat de Saxe. Lorsque le Saint-Empire romain disparaît en 1806, la famille perd ses privilèges de Reichsgrafen et entre dans les rangs de la noblesse de Prusse comme Standesherren. Ainsi ils ont conservé leur statut, leur égalité avec les maisons souveraines restantes et certains droits politiques spéciaux en leur qualité de « Standesherren » (« seigneurs de rang »), créés par l' Acte confédéral allemand. Ils siègent à partir de 1815 à la chambre des seigneurs du Parlement prussien.
Le 22 octobre 1890, l'empereur allemand Guillaume II octroie aux chefs des trois lignées restantes de la famille (Stolberg-Stolberg, Stolberg-Wernigerode et Stolberg-Roßla) le titre de prince (« Fürst ») en primogéniture, par lequel le fils aîné et héritier présomptif du titre de Fürst peut utiliser le titre de Prinz, tandis que tous les autres agnats de la maison conservent le titre de comte et comtesse.
La lignée Stolberg-Roßla s'est éteinte dans la lignée masculine avec Johann Martin (1917-1982), 4e prince, et a été héritée par son fils adoptif Alexandre de Stolberg-Wernigerode (né en 1967).
Les trois lignes ont perdu la plupart de leurs biens en 1945 avec la dépossession communiste dans la Zone d'occupation soviétique en Allemagne. Ils ne conservèrent que les châteaux de Gedern et Ortenberg, qui étaient situés dans la zone ouest (le land du Hesse).

## Possessions et châteaux

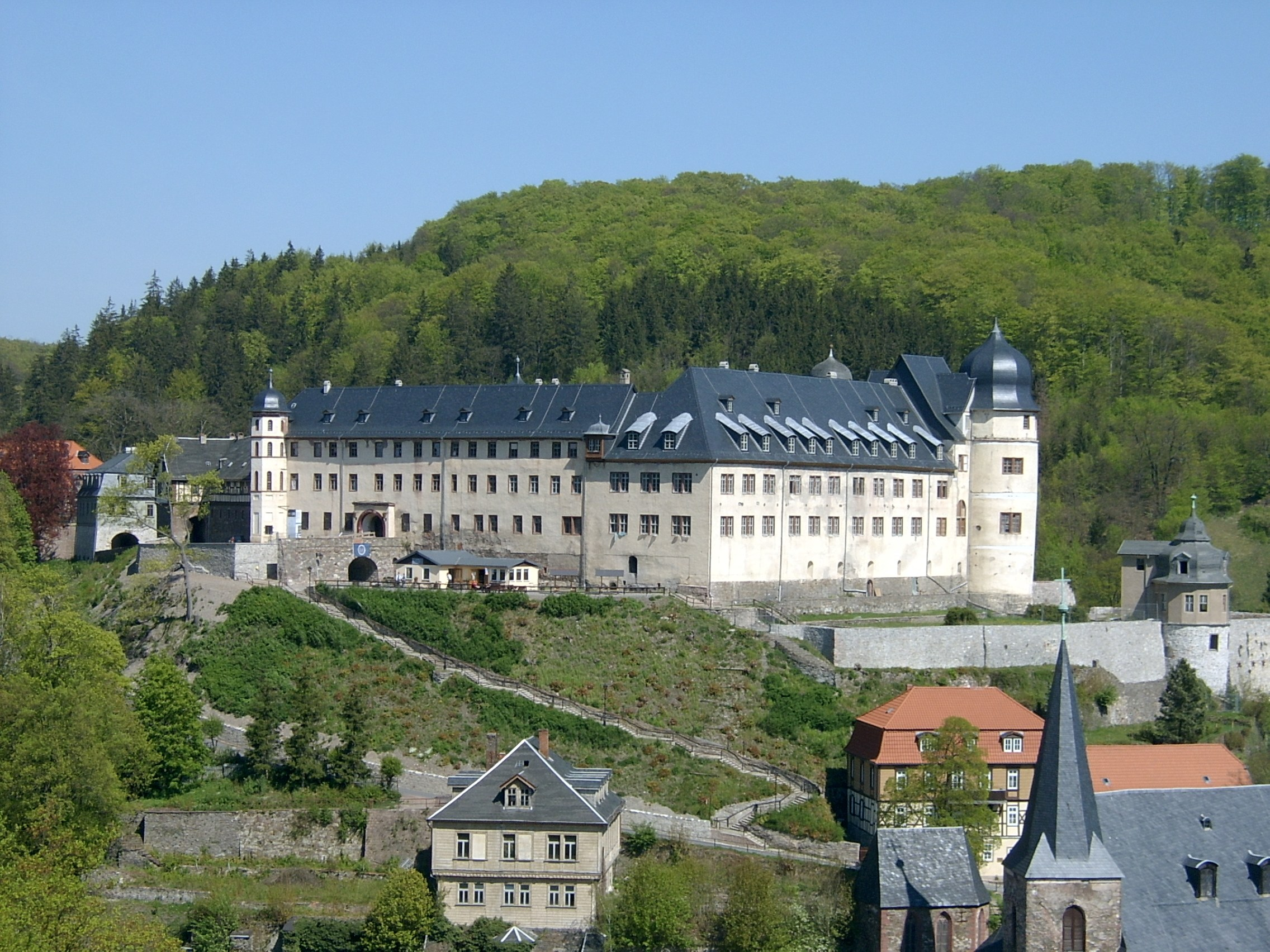
Vue du château de Stolberg, résidence des comtes de Stolberg.

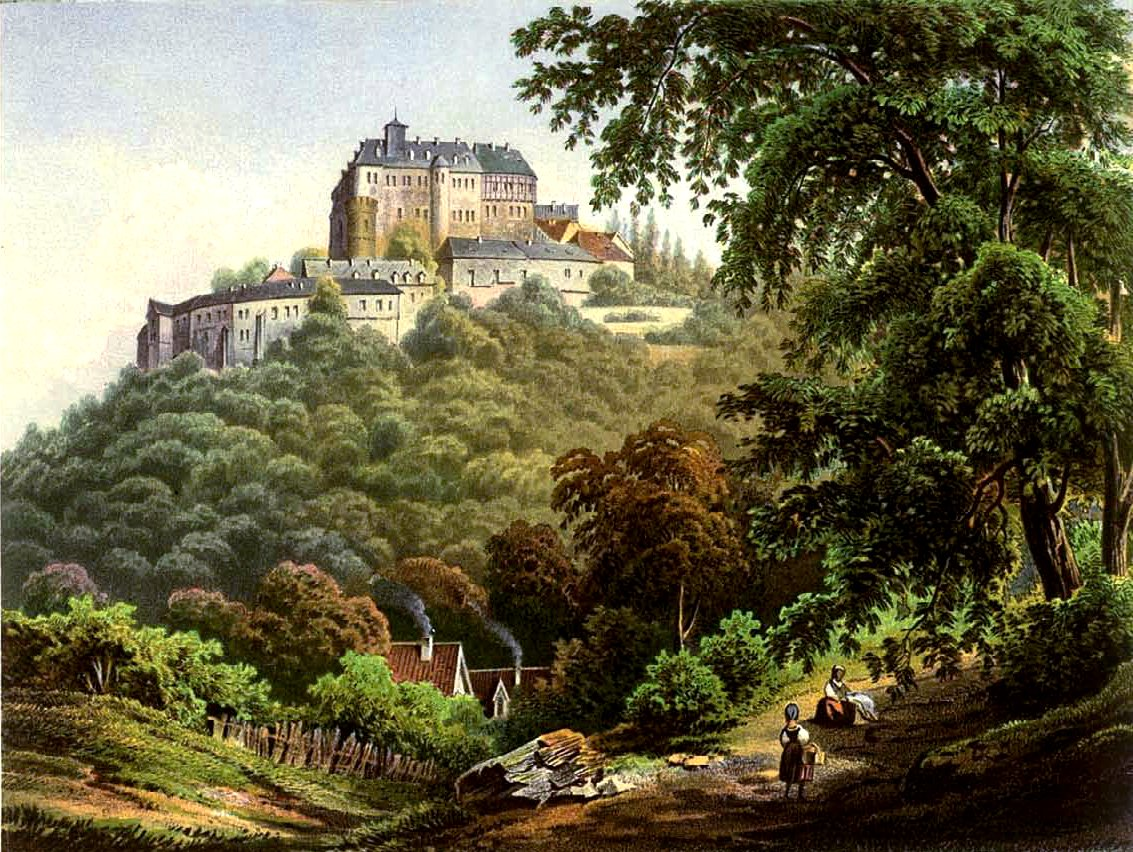
Le château de Wernigerode vers 1860 (collection Duncker).

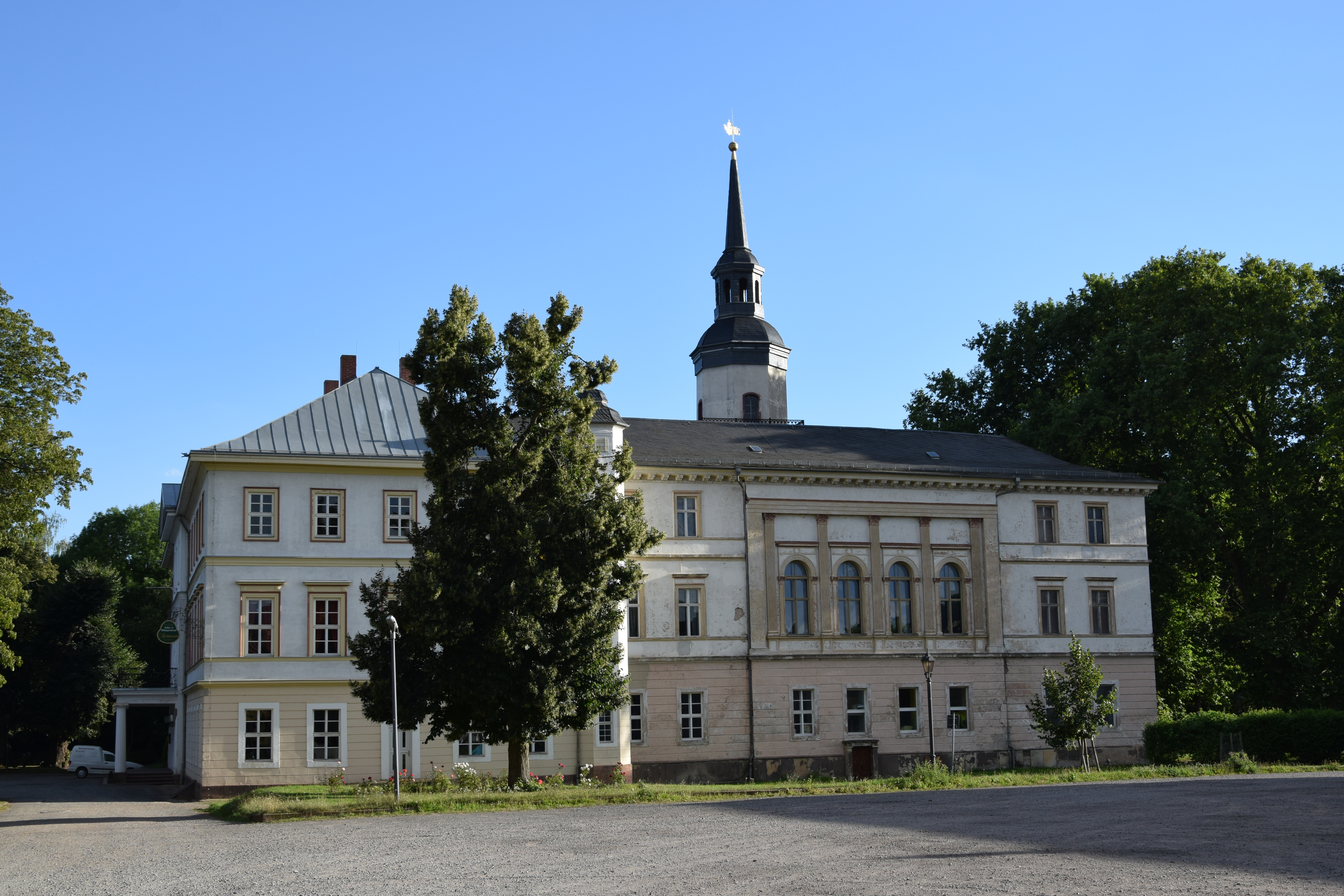
Le château de Rossla.

### Territoires
- Comté de Stolberg
- Comté de Wernigerode
- Seigneurie de Gedern
- Seigneurie de Schwarza

### Ämter
- Kelbra (en association avec la maison de Schwarzbourg)
- Heringen (en association avec la maison de Schwarzbourg)
- Elbingerode (1427-1600)
- Bärenrode (1518-?), engagé à Anhalt-Bernbourg
- Allstedt (1542-1575)

### Domaines
- Manoir de Bramstedt
- Château de Burgk (1933-45)
- Emskirchen
- Hirzenhain
- Abbaye d'Ilsenburg
- Jannowitz (Janowice)
- Kamienietz (Kamieniec)
- Königstein (1535-1581)
- Château de Kreppelhof
- Château de Kühtai en Tyrol
- Château d'Ortenberg
- Peterswaldau (Pieszyce)
- Räckelwitz en Haute-Lusace
- Manoir de Ranstadt
- Château de Rochefort en Belgique
- Château de Rossla
- Château de Schlemmin
- Schwarza
- Château de Stolberg
- Château de Wernigerode
- Manoir de Westheim, Sauerland

## Personnalités

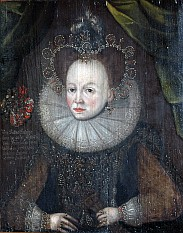
Portrait d'Anne III de Quedlindbourg, comtesse de Stolberg, abbesse impériale

- Henri de Stolberg, évêque Henri V de Mersebourg de 1341 à  1357
- Botho de Stolberg l'Aîné (1375-1455), obtient en plus de Stolberg, le comté de Wernigerode
- Catherine de Stolberg (1463-1535), abbesse de Drübeck
- Henri de Stolberg le Jeune (1467-1508), gouverneur de Frise
- Botho de Stolberg (1467-1538), comte de Stolberg, de Wernigerode et de Hohnstein
- Wolfgang de Stolberg (1501-1552), rector magnificus de l'université de Wittemberg
- Comtesse Anne de Stolberg (1504-1574), abbesse impériale Anne II de Quedlinbourg
- Comtesse Anne de Stolberg (1565-1601), abbesse impériale Anne III de Quedlinbourg
- Comte Ludwig zu Stolberg (1505-1574)
- Comtesse Juliana de Stolberg (1506-1580) aïeule des Orange-Nassau
- Comte Heinrich zu Stolberg (1509-1572), frère de la précédente, adopte la Réforme protestante

### Branche Stolberg-Wernigerode
- Comte Christian Ernst zu Stolberg-Wernigerode (1691-1771), fondateur de la lignée des Stolberg-Wernigerode
- Comte Heinrich Ernst zu Stolberg-Wernigerode (1716-1778), fils du précédent, poète et compositeur de cantiques
- Comtesse Louise zu Stolberg-Wernigerode (1771-1856), abbesse laïque protestante de Drübeck de 1797 à 1800, épouse en 1807 Maurice Haubold de Schönberg, futur haut président des provinces de Silésie et de Poméranie
- Comte Anton zu Stolberg-Wernigerode (1785-1854), haut président de la province de Saxe et ministre d'État du royaume de Prusse
- Comte Guillaume de Stolberg-Wernigerode (1807-1898), général
- Comte Théodore de Stolberg-Wernigerode (de) (1827-1902), député du Reichstag
- Comte, puis prince Otto zu Stolberg-Wernigerode (1837-1896), vice-chancelier de l'Empire allemand sous Bismarck
- Comte Udo de Stolberg-Wernigerode (1840-1910), président du Reichstag
- Comte Constantin de Stolberg-Wernigerode (1843-1905), haut président de la province de Hanovre, fidéicomis de Janowitz
- Comtesse Magdalene zu Stolberg-Wernigerode (1875-1955), fille du précédent, dernière abbesse laïque protestante de Drübeck
- Prince Guillaume de Stolberg-Wernigerode (1870-1931), ambassadeur allemand à Rome et à Vienne
- Comte Albert de Stolberg-Wernigerode (de) (1886-1948), député du Reichstag
- Comte Otto zu Stolberg-Wernigerode (1893-1984), fils du comte Constantin zu S.-W., professeur d'histoire médiévale à l'université de Rostock, puis à l'université de Munich

### Branche Stolberg-Gedern
- Princesse Louise de Stolberg-Gedern (1752-1824), épouse du prince Charles Édouard Stuart

### Branche Stolberg-Stolberg
- Comte Christian de Stolberg-Stolberg (1748-1821), poète
- Comte Frédéric-Léopold de Stolberg-Stolberg (1750-1819), frère du précédent, poète
- Comtesse Augusta-Louise de Stolberg-Stolberg (1753-1835), sœur des précédents, correspondante de Goethe
- Comte Cajus zu Stolberg-Stolberg (de) (1797-1874), député du Reichstag
- Comtesse Louise zu Stolberg-Stolberg (1799-1875), femme de lettres
- Comte Alfred zu Stolberg-Stolberg (de) (1835-1880), député du Reichstag
- Comte Friedrich zu Stolberg-Stolberg (de) (1836-1904), président de l'Union de la noblesse catholique de Silésie et membre de l'Union de la noblesse catholique d'Allemagne
- Comte Adalbert zu Stolberg-Stolberg (de) (1840-1885), député du Reichstag
- Comte Hermann Josef zu Stolberg-Stolberg (1854-1925), propriétaire du manoir de Westheim (de) et président de l'Union de la noblesse catholique de Silésie
- Comte Christoph zu Stolberg-Stolberg (de) (1888-1968), général
- Mgr Rupert Graf zu Stolberg-Stolberg (de) (°1970), prélat catholique, évêque auxiliaire de Munich et Frisingue.

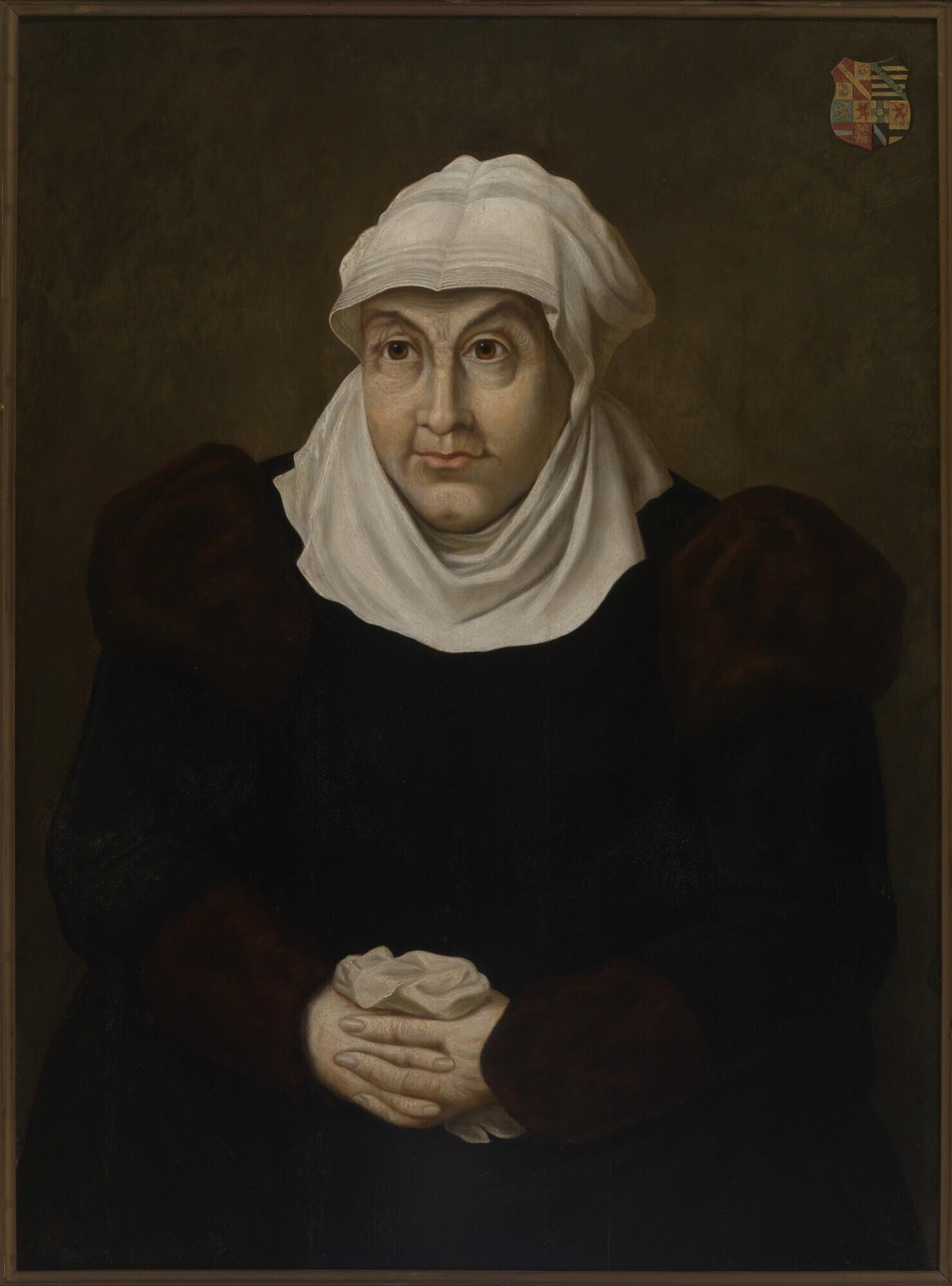
Juliana de Stolberg (1506-1580), mère de Guillaume le Taciturne d'Orange-Nassau
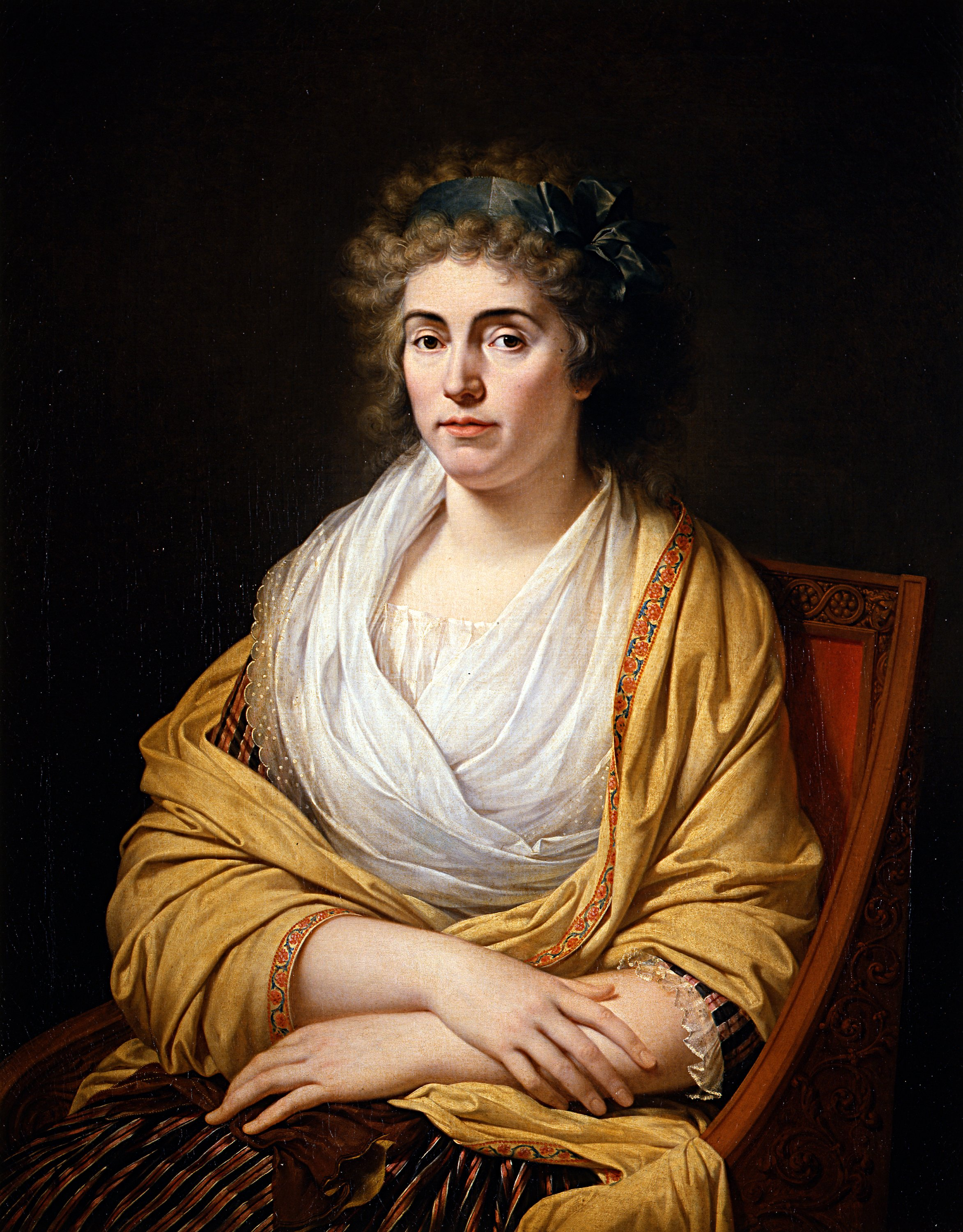
Louise de Stolberg-Gedern (1752-1824), épouse du prince Charles Édouard Stuart
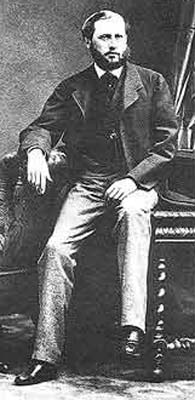
Otto zu Stolberg-Wernigerode (1837-1896), vice-chancelier de l'Empire allemand